# Европско првенство у кошарци 2005.
Европско првенство у кошарци 2005. је било међународно кошаркашко такмичење које је одржано у од 16. септембра до 25. септембра 2005. у четири града Србије и Црне Горе: Београду, Новом Саду, Подгорици и Вршцу. Грчка је освојила златну медаљу, Немачка је освојила сребрну медаљу, док је Француска освојила бронзану медаљу. Немачки репрезентативац Дирк Новицки је проглашен за најбољег играча првенства.

## Дворане
Београдска Хала Пионир је била домаћин групи Ц, коју су чиниле Словенија, Грчка, Француска и Босна и Херцеговине.
док се у Београдској арени играле утакмице друге фазе. Ово првенство је било треће чије се завршница играла у Београду (претходно 1961. и 1975).
Вршачки Центар Миленијум је био домаћин групи А, коју су чиниле Немачка, Русија, Италија и Украјина.
Подгорички Спортски центар Морача је био домаћин групи Б, коју су чиниле: Литванија, Хрватска, Турска и Бугарска.
Новосадски Спенс је био домаћин групи Д, коју су чиниле Шпанија, Србија и Црна Гора, Летонија и Израел.
- Београдска арена
- Спенс
- Центар Миленијум

## Прелиминарна рунда

### Група А
| Тим         | П | П | Г | ДП  | ПП  | Разлика | Бодови |
| ----------- | - | - | - | --- | --- | ------- | ------ |
| 1. Русија   | 3 | 2 | 1 | 223 | 186 | +37     | 5      |
| 2. Немачка  | 3 | 2 | 1 | 217 | 192 | +25     | 5      |
| 3. Италија  | 3 | 2 | 1 | 244 | 231 | +13     | 5      |
| 4. Украјина | 3 | 0 | 3 | 194 | 269 | -75     | 3      |

| 16. септембар 2005. |             |          |       |
| Немачка             | 82 - 84 (П) | Италија  | 18-00 |
| Русија              | 86 - 74     | Украјина | 21-00 |
| 17. септембар 2005. |             |          |       |
| Италија             | 61 - 87     | Русија   | 18-00 |
| Украјина            | 58 - 84     | Немачка  | 21-00 |
| 18. септембар 2005. |             |          |       |
| Италија             | 99 - 62     | Украјина | 18-00 |
| Русија              | 50 - 51     | Немачка  | 21-00 |

### Група Б
| Тим          | И | П | Г | ДП  | ПП  | Разлика | Бодови |
| ------------ | - | - | - | --- | --- | ------- | ------ |
| 1. Литванија | 3 | 3 | 0 | 264 | 221 | +43     | 6      |
| 2. Хрватска  | 3 | 2 | 1 | 235 | 234 | +1      | 5      |
| 3. Турска    | 3 | 1 | 2 | 236 | 256 | -20     | 4      |
| 4. Бугарска  | 3 | 0 | 3 | 250 | 274 | -24     | 3      |

| 16. септембар 2005. |              |           |       |
| Бугарска            | 82 - 88      | Хрватска  | 18-00 |
| Литванија           | 87 - 75      | Турска    | 21-00 |
| 17. септембар 2005. |              |           |       |
| Хрватска            | 67 - 85      | Литванија | 18-00 |
| Турска              | 94 - 89 (OT) | Бугарска  | 21-00 |
| 18. септембар 2005. |              |           |       |
| Литванија           | 92 - 79      | Бугарска  | 18-00 |
| Хрватска            | 80 - 67      | Турска    | 21-00 |

### Група Ц
| Тим                    | И | П | Г | ДП  | ПП  | Разлика | Бодови |
| ---------------------- | - | - | - | --- | --- | ------- | ------ |
| 1. Словенија           | 3 | 3 | 0 | 210 | 179 | +31     | 6      |
| 2. Грчка               | 3 | 2 | 1 | 187 | 168 | +19     | 5      |
| 3. Француска           | 3 | 1 | 2 | 187 | 194 | -7      | 4      |
| 4. Босна и Херцеговина | 3 | 0 | 3 | 177 | 220 | -43     | 3      |

| 16. септембар 2005. |         |                     |       |
| Словенија           | 74 - 65 | Босна и Херцеговина | 17-30 |
| Француска           | 50 - 64 | Грчка               | 20-30 |
| 17. септембар 2005. |         |                     |       |
| Босна и Херцеговина | 62 - 79 | Француска           | 17-30 |
| Грчка               | 56 - 68 | Словенија           | 20-30 |
| 18. септембар 2005. |         |                     |       |
| Француска           | 58 - 68 | Словенија           | 17-30 |
| Грчка               | 67 - 50 | Босна и Херцеговина | 20-30 |

### Група Д
| Тим                   | И | П | Г | ДП  | ПП  | Разлика | Бодови |
| --------------------- | - | - | - | --- | --- | ------- | ------ |
| 1. Шпанија            | 3 | 2 | 1 | 280 | 264 | +16     | 5      |
| 2. Србија и Црна Гора | 3 | 2 | 1 | 245 | 233 | +12     | 5      |
| 3. Израел             | 3 | 2 | 1 | 236 | 235 | +1      | 5      |
| 4. Летонија           | 3 | 0 | 3 | 241 | 270 | -29     | 3      |

| 16. септембар 2005. |               |                    |       |
| Летонија            | 65 - 74       | Израел             | 17-30 |
| Шпанија             | 89 - 70       | Србија и Црна Гора | 20-30 |
| 17. септембар 2005. |               |                    |       |
| Шпанија             | 114 - 109 (П) | Летонија           | 17-30 |
| Србија и Црна Гора  | 93 - 77       | Израел             | 20-30 |
| 18. септембар 2005. |               |                    |       |
| Израел              | 85 - 77       | Шпанија            | 17-30 |
| Србија и Црна Гора  | 82 -67        | Летонија           | 20-30 |

## Елиминаторна рунда

### Осмина-финала
| 20. септембар 2005. |         |           |                        |       |
| Немачка             | 66 - 57 | Турска    | Центар Миленијум       | 18-00 |
| Хрватска            | 74 - 66 | Италија   | Спортски центар Морача | 18-00 |
| Грчка               | 67 - 61 | Израел    | Хала Пионир            | 20-30 |
| Србија и Црна Гора  | 71 - 74 | Француска | Спенс                  | 20-30 |

### Четвртфинале
| 22. септембар 2005. |               |           |                  |       |
| Русија              | 61 - 66       | Грчка     | Београдска арена | 17-30 |
| Литванија           | 47 - 63       | Француска | Београдска арена | 20-30 |
| 23. септембар 2005. |               |           |                  |       |
| Словенија           | 62 - 76       | Немачка   | Београдска арена | 18-00 |
| Шпанија             | 101 - 85 (OT) | Хрватска  | Београдска арена | 21-00 |

### Утакмице од 5. до 8. места
| 23. септембар 2005. |         |           |                  |       |
| Русија              | 78 - 89 | Литванија | Београдска арена | 15-30 |
| 24. септембар 2005. |         |           |                  |       |
| Словенија           | 89 - 80 | Хрватска  | Београдска арена | 15-30 |

### Полуфинале
| 24. септембар 2005. |         |           |                  |       |
| Грчка               | 67 - 66 | Француска | Београдска арена | 18-00 |
| Немачка             | 74 - 73 | Шпанија   | Београдска арена | 21-00 |

### Финала
| 25. септембар 2005.  |         |           |                  |       |
| Утакмица за 7. место |         |           |                  |       |
| Русија               | 74 - 92 | Хрватска  | Београдска арена | 12-00 |
| Утакмица за 5. место |         |           |                  |       |
| Литванија            | 79 - 70 | Словенија | Београдска арена | 14-15 |
| Утакмица за 3. место |         |           |                  |       |
| Француска            | 98 - 68 | Шпанија   | Београдска арена | 18-00 |
| Финале               |         |           |                  |       |
| Грчка                | 78 - 62 | Немачка   | Београдска арена | 21-00 |

| Првак Европе 2005. |
| ------------------ |
| Грчка Друга титула |

| Најбољи играч |
| ------------- |
| Дирк Новицки  |

## Коначан поредак
| 1. место 2. место 3. место 4. место | Од 5. до 8. места Од 9. до 12. места Од 13. до 16. места |

| Место | Репрезентација      |
| ----- | ------------------- |
| 1     | Грчка               |
| 2     | Немачка             |
| 3     | Француска           |
| 4     | Шпанија             |
| 5     | Литванија           |
| 6     | Словенија           |
| 7     | Хрватска            |
| 8     | Русија              |
| 9-12  | Израел              |
|       | Италија             |
|       | Србија и Црна Гора  |
|       | Турска              |
| 13-16 | Босна и Херцеговина |
|       | Бугарска            |
|       | Летонија            |
|       | Украјина            |

### Квалификације за Светско првенство 2006.
- Тимови пасирани од 1. до 6. места (Грчка, Немачка, Француска, Шпанија, Литванија, Словенија) су се квалификовали као европски представници за Светско првенство у кошарци 2006. у Јапану.
- Позивнице за СП 2006. FIBA је доделила: Италији, Порторику, Србији и Црној Гори и Турској.

### Статистика
10 најбољих стрелаца:
1. Дирк Новицки - 26.1 ппм
2. Хуан Карлос Наваро - 25.2 ппм
3. Андреј Кириленко - 17.5 ппм
4. Игор Ракочевић - 16.3 ппм
5. Гордан Гиричек - 15.7 ппм
6. Хорхе Гарбахоса - 14.5 ппм
7. Рамунас Шишкаускас - 14.0 ппм
8. Борис Дијао - 13.7 ппм
9. Јака Лакович - 12.8 ппм

- Шпанија је постигла укупно 522 поене, што је 87 поена по утакмици, иако су били тек осми у проценту успешности шута, који је био 42,7% у њихових 6 утакмица на првенству.
- Литванија је била прва у успешности шута за два поена са 55,0%, док је Србија и Црна Гора била друга са 53,6%. У проценту успешности шута за три поена, Хрватска и Израел су били изједначени на врху са 39,5%, а пратила их је Литванија.
- У 10 утакмица са највише убачених слободних бацања, Шпанија је држала прво, друго, треће, седмо и осмо место, са просечно 31,8 слободних бацања по утакмици. На утакмици против Летоније, Шпанци су погодили 51 од 63 слободна бацања. Њихов проценат успешности слободних бацања је 76,7% иза водеће Немачке са 77,9%.
- Тимови са највише скокова по утакмици су били Француска, Русија и Словенија.
- Литванија и Израел су били најбољи у броју украдених лопти и асистенција, иако је Турска приграбила титулу тима са највише украдених лопти по утакмици.
- Утакмица између Хрватске и Турске је била утакмица са највише изгубљених лопти, по 27 свака страна. У истој утакмици Хрватска је имала серију од 32-0 која је трајала више од 10 минута.
- 19.500 гледалаца у Београдској арени током финалне утакмице је највећа забележена посећеност у историји Европских првенстава.